# Black Out (EP)
Black Out es el extended play (EP)  debut del rapero surcoreano Chanyeol. Fue lanzado el 28 de agosto de 2024 por SM Entertainment a través de Kakao Entertainment. El álbum incluye seis canciones, entre ellas el sencillo principal del mismo nombre.

## Antecedentes y lanzamiento
El 27 de julio de 2024, SM Entertainment anunció que Chanyeol debutaría como solista en agosto del mismo año y que realizaría su primer concierto en solitario, titulado 2024 Chanyeol Live Tour: City-scape, con las funciones iniciando en Seúl los días 6 y 7 de septiembre.
El 9 de agosto, la agencia confirmó que su primer EP, titulado Black Out, sería lanzado el 28 de agosto e incluiría seis canciones, entre ellas el sencillo principal del mismo nombre. Ese mismo día se reveló la portada digital del disco a través de las redes sociales oficiales de Exo y se abrió la preventa en tiendas físicas y en plataformas digitales. Durante los tres días siguientes, SM publicó el calendario promocional del álbum, y acompañado de contenidos como imágenes teaser, pósteres de las canciones y avances del videoclip. El 6 de septiembre, coincidiendo con el inicio de su gira, Chanyeol comenzó la promoción de la canción «Back Again», cuyo videoclip fue estrenado ese mismo día.

## Lista de canciones
| Black Out |                        |                                                |                                                                 |                             |          |  |
| N.º       | Título                 | Letras                                         | Música                                                          | Arreglo                     | Duración |  |
| 1.        | «Black Out»            | Lee Eun-song (Lalala Studio), Mola (PNP), Loey | James «Yami» Bell, Rasmus Budny, Gustav Nyström, Daniel Aldaz   | Bell, Budny, Nyström, Aldaz | 2:51     |  |
| 2.        | «Hasta la vista»       | Park Tae-won                                   | Rick Parkhouse, George Tizzard, Bell                            | Red Triangle                | 3:16     |  |
| 3.        | «Ease Up»              | Soyou (Lalala Studio), Loey                    | Sam de Jong, Rory Adams, Jon Visger, Isaiah Faber               | de Jong                     | 2:50     |  |
| 4.        | «Back Again»           | Ceramic Office (Artiffect)                     | Lachlan West, Julian Bell, Adrian Lyles                         | Lucky West                  | 2:39     |  |
| 5.        | «I'm on Your Side Too» | Loey                                           | Joshua Murty, Jutes, Sarah Troy                                 | Murty                       | 2:55     |  |
| 6.        | «Clover»               | Woo Seung-yeon (153/Joombas), Loey             | Johan Gustafsson, Teodor Dahlbom, Hugo Andersson, Rebecca James | Gustafsson, Dahlbom         | 2:58     |  |
| 17:29     |                        |                                                |                                                                 |                             |          |  |

## Posicionamiento en listas
| Lista (2024)                       | Mejor posición |
| ---------------------------------- | -------------- |
| Corea del Sur (Circle Album Chart) | 3              |
| Japón (Oricon)                     | 16             |
| Japón (Japanese Combined Albums)   | 30             |
| Japón (Japanese Hot Albums)        | 18             |

| Lista (2024)                        | Mejor posición |
| ----------------------------------- | -------------- |
| Corea del Sur (Circle Albums Chart) | 6              |

| Lista (2024)                        | Mejor posición |
| ----------------------------------- | -------------- |
| Corea del Sur (Circle Albums Chart) | 69             |

## Certificación
| País          | Organismo certificador | Certificación | Ventas certificadas | Ref.   |
| ------------- | ---------------------- | ------------- | ------------------- | ------ |
| Corea del Sur | KMCA                   | KMCA: Platino | 250 000             | [ 10 ] |

## Historial de lanzamiento
| Región        | Fecha                | Formato(s)                  | Distribuidora |
| ------------- | -------------------- | --------------------------- | ------------- |
| Corea del Sur | 28 de agosto de 2024 | CD                          | SM, Kakao     |
| Varios        | 28 de agosto de 2024 | Descarga digital, streaming | SM, Kakao     |